# Parcs nationaux de Norvège

Parcs nationaux de Norvège (hors Svalbard)

Les parcs nationaux de Norvège sont des aires protégées, au nombre de 48 en 2024 : 41 sur le territoire principal et 7 dans l'archipel du Svalbard.
Plus de 60 % de la superficie de la Norvège est composée de montagnes, de lacs et de tourbières (certaines utilisées comme surfaces pâturées). Par ailleurs, 37 % de la surface du pays est composée de forêts et seulement 3 % de terres arables. On estime cependant qu'entre 1900 et 2003, les zones naturelles distantes de plus de 5 km de zones fortement anthropisées ont chuté de 48 % à 12 %.

## Histoire
Jusqu'au début du XXe siècle, peu de menaces pesaient sur les écosystèmes de Norvège. Les premières voix en faveur d'une protection des milieux naturels se firent entendre en 1904 par Yngvar Nielsen, contremaître à la Fédération norvégienne des clubs alpins et de montagne (Den Norske Turistforening ou DNT). En 1954, une loi sur la protection des milieux naturels établit un fondement juridique à l'établissement d'espaces protégés, et les deux premiers parcs nationaux furent créés en 1962 et 1963. La loi de 1954 a, par ailleurs, mis en place un « conseil gouvernemental pour la protection environnementale » (Statens naturvernråd) en tant qu'organe de conseil pour le gouvernement. En 1964, celui-ci a présenté un projet poussant plus loin la protection de l'environnement en proposant la création de 16 parcs nationaux. Ces propositions furent approuvées par le parlement de Norvège (Stortinget) mais il fallut attendre 25 ans, pour qu'en 1989, 15 de ces parcs soient effectivement créés. La 16e proposition aboutit finalement à la création d'une réserve naturelle (naturreservat). Le conseil gouvernemental présenta une seconde série de propositions en 1986, qui fut approuvée par le Storting en avril 1993. À la suite de cette approbation, une « deuxième génération » de parcs nationaux fut établie à partir de 2001, certains parcs déjà existants voyant également leur superficie augmenter.
L'ère post-industrielle, qui débuta à la fin des années 1960, vit des zones être mises sous protection (parcs nationaux ou autres statuts) comme moyen de réguler le développement des routes, de la pêche et de la chasse, de la cueillette incontrôlée des plantes et de la construction de maisons secondaires. Cette tendance s'est accélérée ces 10 dernières années. Aujourd'hui, en plus de préserver des plantes et animaux rares, des zones sont protégées pour fournir et préserver des sites de référence pour la recherche, de loisirs pour les Norvégiens, et comme héritage pour les générations futures. La Direction norvégienne pour la gestion de la nature a développé de nombreux indicateurs de santé et de qualité de l'environnement (mesures de diversité biologique, de l'érosion, de niveaux de pollution…).

## Liste des parcs
Aujourd'hui, les parcs nationaux norvégiens sont au nombre de 48, dont 7 dans l'archipel du Svalbard. La plupart sont ouverts à la randonnée, au ski et au camping mais ont un nombre limité de refuges. Au-delà des parcs nationaux, le gouvernement norvégien a décidé la mise en protection de nombreux sites : 153 au total, couvrant 14 071 km2. Parmi eux, 1 701 réserves naturelles couvrant 3 418 km2, 102 « mémoriaux naturels » et 98 zones protégées de plus petites tailles. L'objectif actuel du gouvernement norvégien est d'atteindre 15 % du pays en surfaces protégées, notamment au niveau de la préservation d'écosystèmes marins dont certains fjords de la côte Ouest ainsi que l'archipel au Sud-Ouest de la ville d'Oslo.

### Les parcs de la Norvège continentale
| Parc national             | Comté                                   | Image | Superficie km² | Création                                | Milieu(x) naturel(s) | Points d'informations                                               | Équipements / Facilités                                                                    | Site internet |
| ------------------------- | --------------------------------------- | ----- | -------------- | --------------------------------------- | --- | ------------------------------------------------------------------- | ------------------------------------------------------------------------------------------ | ------------- |
| Folgefonna                | Hordaland                               |       | 545,2          | 2005                                    | Forêts humides de montagne. Roches de plus d'un milliard d'années. Espèces caractéristiques : pic à dos blanc, tétras-lyre.                  |                                                                     | Cabines.                                                                                   |               |
| Hardangervidda            | Buskerud, Hordaland, Telemark           |       | 3 422,0        | 1981                                    | Plateau montagneux, témoin de la dernière période glaciaire. Roches de plus d'un milliard d'années. Plus grand troupeau de rennes en Europe. | Eidfjord                                                            | Sentiers balisés. Cabines.                                                                 |               |
| Hallingskarvet            | Buskerud and Hordaland                  |       | 450,0          | 2006                                    | |                                                                     | Sentiers balisés. Cabines.                                                                 |               |
| Langsua                   | Oppland                                 |       | 537,1          | 2011 (mais Ormtjernkampen créé en 1968) | | Aucun.                                                              | Sentiers balisés.                                                                          |               |
| Jotunheimen               | Oppland, Sogn og Fjordane               |       | 1 145,0        | 1980                                    | | Norsk Fjellmuseum () à Lom                                          | Sentiers balisés. Cabines.                                                                 |               |
| Rondane                   | Hedmark, Oppland                        |       | 963,0          | 1962                                    | | Otta, Dombås, Folldal                                               | Sentiers balisés. Chalets et cabines individuelles.                                        |               |
| Gutulia                   | Hedmark                                 |       | 19,0           | 1968                                    | |                                                                     | Un sentier balisé.                                                                         |               |
| Femundsmarka              | Hedmark, Sør-Trøndelag                  |       | 390,0          | 1971                                    | | Aucun.                                                              | Sentiers balisés. Cabines et refuges.                                                      |               |
| Dovre                     | Oppland                                 |       | 289,0          | 2003                                    | | Aucun.                                                              | Sentiers balisés. Cabines avec personnel.                                                  |               |
| Jostedalsbreen            | Sogn og Fjordane                        |       | 1 310,0        | 1991                                    | | Breheimsenteret à Jostedalen; Oppstryn; Norsk Bremuseum à Fjærland. | Sentiers balisés. Campings aménagés et cabines.                                            |               |
| Reinheimen                | Oppland, Møre og Romsdal                |       | 1 969,0        | 2006                                    | |                                                                     | Sentiers balisés.                                                                          |               |
| Dovrefjell-Sunndalsfjella | Møre og Romsdal, Oppland, Sør-Trøndelag |       | 1 693,0        | 2002                                    | | Dombås, Folldal, Sunndal, Kvikne, Oppdal                            | Sentiers balisés. Cabines en libre-service.                                                |               |
| Forollhogna               | Sør-Trøndelag, Hedmark                  |       | 1 062,0        | 2001                                    | | Aucun.                                                              | Sentiers.                                                                                  |               |
| Skarvan og Roltdalen      | Nord-Trøndelag & Sør-Trøndelag          |       | 441,4          | 2004                                    | |                                                                     | Sentiers balisés. Cabines en libre-service.                                                |               |
| Blåfjella-Skjækerfjella   | Nord-Trøndelag,                         |       | 1 924,0        | 2004                                    | |                                                                     | Sentiers. Cabines.                                                                         |               |
| Lierne                    | Nord-Trøndelag                          |       | 333,0          | 2004                                    | |                                                                     | Aucun.                                                                                     |               |
| Børgefjell                | Nord-Trøndelag, Nordland                |       | 1 447,0        | 1963                                    | |                                                                     | Aucun.                                                                                     |               |
| Saltfjellet-Svartisen     | Nordland                                |       | 2 105,0        | 1989                                    | |                                                                     | Sentiers balisés. Cabines.                                                                 |               |
| Junkerdal                 | Nordland                                |       | 682,0          | 2004                                    | |                                                                     | Sentiers balisés.                                                                          |               |
| Rago                      | Nordland                                |       | 167,0          | 1971                                    | |                                                                     | Sentiers balisés. Cabines.                                                                 |               |
| Møysalen                  | Nordland                                |       | 51,0           | 2003                                    | |                                                                     | Sentiers non balisés.                                                                      |               |
| Øvre Dividal              | Troms                                   |       | 743,0          | 1971                                    | | Aucun.                                                              | Sentiers balisés. Cabines en libre-service.                                                |               |
| Ånderdalen                | Troms                                   |       | 125,0          | 1970                                    | | Aucun.                                                              | Sentiers.                                                                                  |               |
| Reisa                     | Troms                                   |       | 803,0          | 1986                                    | Remarquable pour ses cascades. | Aucun.                                                              | Bateau depuis Bilto/Saraelv. Sentiers balisés, "Nordkalottruta". Cabines en libre-service. |               |
| Anárjohka                 | Finnmark                                |       | 1 390,0        | 1975                                    | | Aucun.                                                              | Sentiers balisés. Cabines en libre-service.                                                |               |
| Stabbursdalen             | Finnmark                                |       | 747,0          | 1970                                    | | Maison de la nature à Stabbursnes.                                  | Sentiers balisés. Cabines.                                                                 |               |
| Seiland                   | Finnmark                                |       | 316,3          | 2006                                    | |                                                                     | Aucun.                                                                                     |               |
| Øvre Pasvik               | Finnmark                                |       | 119,0          | 1970                                    | | Aucun.                                                              | Sentiers.                                                                                  |               |
| Varangerhalvøya           | Finnmark                                |       | 1 804,1        | 2006                                    | |                                                                     | Piste de quad.                                                                             |               |
| Lomsdal-Visten            | Nordland                                |       | 1 102,0        | 2009                                    | Forêts de montagne et rivages côtiers. Nombreuses chutes d'eau et rivières à saumon.                                                         |                                                                     | Aucun.                                                                                     |               |
| Ytre Hvaler               | Østfold                                 |       | 354,0          | 2009                                    | | Aucun.                                                              | Bateaux de croisière à proximité d'hébergements.                                           |               |
| Breheimen                 | Oppland, Sogn og Fjordane               |       | 1 671,0        | 2009                                    | |                                                                     | Hébergements.                                                                              |               |
| Sjunkhatten               | Nordland                                |       | 417,5          | 2010                                    | |                                                                     | Sentiers non balisés.                                                                      |               |
| Rohkunborri               | Troms                                   |       | 571,0          | 2011                                    | |                                                                     | Sentiers balisés.                                                                          |               |
| Fulufjellet               | Hedmark                                 |       | 82,5           | 2012                                    | |                                                                     | Sentiers balisés.                                                                          |               |
| Færder                    | Vestfold                                |       | 340            | 2013                                    | |                                                                     |                                                                                            |               |
| Láhko                     | Nordland                                |       | 188            | 2012                                    | |                                                                     |                                                                                            |               |
| Jomfruland                | Telemark                                |       | 117            | 2016                                    | Parc marin à 98%. |                                                                     |                                                                                            |               |
| Raet                      | Agder                                   |       | 607            | 2016                                    | Parc marin, zones côtières et îles. |                                                                     |                                                                                            |               |
| Lofotodden                | Nordland                                |       | 99             | 2018                                    | Protège la côte rocheuse au sud de l'île de Moskenesøya, dans l'archipel des Lofoten.                                                        |                                                                     |                                                                                            |               |

### Les parcs de l'archipel duSvalbard
- Parc appartenant à un site Ramsar

| Nom                      | Image | Superficie km2 | Création | Notes                                                           |
| ------------------------ | ----- | -------------- | -------- | --------------------------------------------------------------- |
| 1 - Sør-Spitsbergen      |       | 13 177         | 1973     | - Site Ramsar de Dunøyane (1985) - Site Ramsar d'Isøyane (1985) |
| 2 - Nordenskiöld         |       | 1 362          | 2003     |                                                                 |
| 3 - Sassen-Bünsow Land   |       | 1 230          | 2003     |                                                                 |
| 4 - Nordre Isfjorden     |       | 2 952          | 2003     |                                                                 |

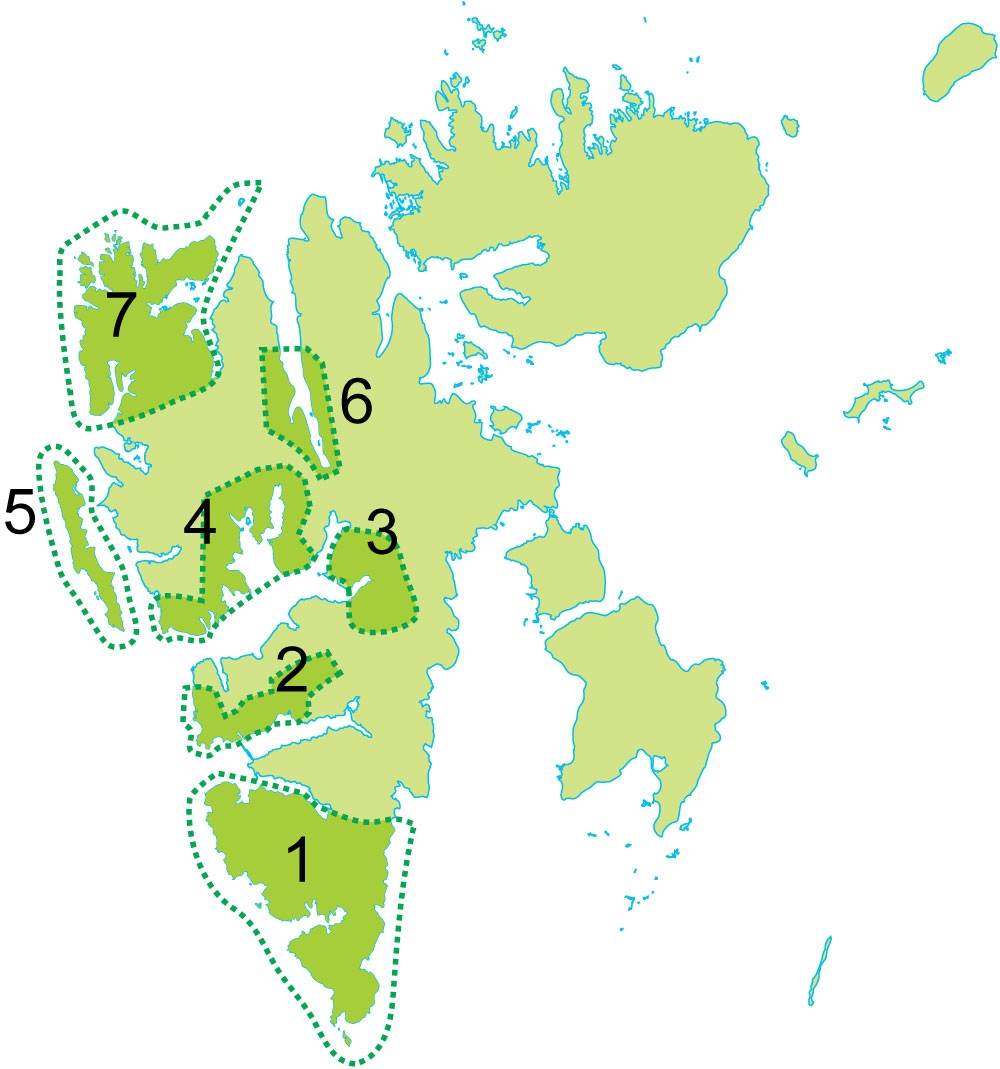
Parcs nationaux du Svalbard

| 5 - Forlandet            |       | 4 627          | 1973     | - Site Ramsar de Forlandsøyane (1985)                           |
| 6 - Indre Wijdefjorden   |       | 1 127          | 2003     |                                                                 |
| 7 - Nordvest-Spitsbergen |       | 9 870          | 1973     |                                                                 |